# Sinéad O'Connor
Šuhadá' Sadaqát (arabsky شهداء صدقات‎, dříve Magda Davitt; rozená Sinéad Marie Bernadette O'Connor [ʃɪˈneɪd oʊˈkɒnɚ]IPA, 8. prosince 1966 Glenageary, Irsko – 26. července 2023), profesně známá jako Sinéad O'Connor, byla irská zpěvačka a hudebnice. Popularitu si začala získávat na konci osmdesátých let, světově proslulou se stala písní „Nothing Compares 2 U“ z alba I Do Not Want What I Haven't Got.
Její projevy na veřejnosti byly vnímány velmi kontroverzně, například veřejně obhajovala teroristickou organizaci IRA, velmi angažovaně vystupovala proti římskokatolické církvi, což vyvrcholilo veřejným roztržením fotografie papeže Jana Pavla II. Protestovala tím zejména proti pohlavnímu zneužívání dětí představiteli církve a zakrývání této skutečnosti jejími vyššími představiteli. V roce 2005 v rozhovoru pro časopis Interview své jednání vysvětlovala tím, že chce „zachránit boha před náboženstvím“.

## Mládí
Sinéad O'Connor se narodila v Glenageary v hrabství Dublin inženýru Seanu O'Connorovi a jeho ženě Marii O'Connorové jako třetí z pěti dětí, jejími sourozenci byli Joseph, Eimear, John, a Eoin. Joseph O'Connor se stal spisovatelem. Jméno Sinéad získala po Sinéad de Valera, ženě irského prezidenta Éamona de Valera, matce lékaře dohlížejícího nad porodem a svaté Bernadette Soubirous.
Rodiče se brali mladí a jejich vztah se rozpadl, když bylo Sinéad osm let. Tři nejstarší děti šly bydlet k matce, kde byly vystaveny častému fyzickému týrání. To se promítalo i v pozdější tvorbě Sinéad (píseň Fire on Babylon) a její angažovanosti proti zneužívání dětí. Sean O'Connor se v souvislosti s rozvodem a svou snahou o získání dětí do péče stal mluvčím Divorce Action Group.
V roce 1979 Sinéad matku opustila a přistěhovala se k otci a jeho nové ženě, ale kvůli kázeňským prohřeškům byla v 15 letech umístěna do Magdaleniny prádelny, ústavu, kde za tvrdých podmínek bez nároku na mzdu pracovaly problémové ženy a dívky.
Jejího zpěvu si všimla jedna z dobrovolnic v Grianán, která byla sestrou Paula Byrna, bubeníka skupiny In Tua Nua. S In Tua Nua nahrála Sinéad píseň Take My Hand, ale pro skupinu byla příliš mladá na to, aby se k nim připojila.
V roce 1983 ji otec poslal do Newton School, výběrové internátní školy v Waterfordu, zařízení daleko svobodnějšího než Grianán. S pomocí učitele irštiny Josepha Falveye nahrála svou první demonahrávku obsahující dvě převzaté písně a dvě vlastní skladby, které se později objevily na jejím prvním albu.
Díky inzerátu v Hot Press roku 1984 potkala Colma Farrellyho. Spolu pak přemluvili několik dalších členů a založili kapelu Ton Ton Macoute. Jméno Tonton Macoute, původně haitské označení pro strašidla, používali Haiťané pro Duvalierovu tajnou policii. Kapela krátce působila ve Waterfordu, ale poté co O'Connor opustila školu, přesídlili do Dublinu, kde se dočkali kladného přijetí. Kromě jejího zpěvu měl na hudbu kapely vliv Farrellyův zájem o okultismus a world music.
Dne 10. února 1985 zemřela při autonehodě Sinéadina matka. I přes jejich problematický vztah byla Sinéad touto událostí poznamenána, opustila kapelu a přesídlila do Londýna.

## Hudební kariéra

### První nahrávací kontrakt
Její zpěv v Ton Ton Macoute upoutal pozornost hudebního průmyslu, koncem osmdesátých let navázala spolupráci se zkušeným manažerem Fachtnou O'Ceallaighem spolupracujícím s U2. Spolu získali smlouvu s Ensign Records. Krátce po uzavření kontraktu nazpívala píseň „Heroine“, kterou složila s Edgem, kytaristou U2. Píseň byla zařazena na soundtrack filmu Captive z roku 1986. Spolupráce O'Ceallaigha a U2 byla vypovězena ze strany skupiny, která nelibě nesla O'Ceallaighovy komentáře na její adresu, Sinéad O'Connor nezůstala za O'Cealliaghem pozadu, pozornost upoutala kontroverzními výroky o Irské republikánské armádě i negativními komentáři na adresu U2.
Komplikacím se zpěvačka nevyhnula ani ve studiu. Vztah s producentem Mickem Glossopemem, se kterým se nemohla dohodnout na podobě nového alba, ukončila veřejným výsměchem. Čtyři měsíce nahrávání tak přišly vniveč. Mezitím otěhotněla s bubeníkem Johnem Reynoldsem a jen díky O'Ceallaighovu přesvědčování dovolila nahrávací společnost dvacetileté zpěvačce v sedmém měsíci těhotenství nahrát její první album.

### Celosvětový úspěch
Hned svými dvěma prvními alby (The Lion and the Cobra (1987) a I Do Not Want What I Haven't Got (1990)) zaznamenala značný úspěch a dočkala se pozitivní kritiky. Pozornost na sebe strhávala svým zpěvem, ale i rozhněvaným výrazem, vyholenou hlavou a stylem oblékání.
The Lion and the Cobra se ve větší míře neprosadilo mezi mainstreamovými posluchači, ale bylo nominováno na cenu Grammy v kategorii Best Female Rock Vocal Performance. Singl „Mandinka“ se stal hitem v studentských rádiích, singl „I Want Your (Hands on Me)“ se v rádiích stal populární v remixované verzi s rapperkou MC Lyte. Dalším singlem ve Spojeném království a Irsku byl „Troy“, skladba se dočkala úspěchu na taneční scéně v USA jako klubový remix v roce 2002. V roce 1988 O'Connor poprvé vystoupila v americké televizi v Late Night with David Letterman, kde zahrála píseň „Mandinka“.
Následující rok přispěla jako host na album Mind Bomb skupiny The The, výsledkem byl „Kingdom of Rain“, duet s frontmanem skupiny Mattem Johnsonem.
Album I Do Not Want What I Haven't Got, na kterém se podíleli Marco Pirroni a Kevin Mooney z Adam and the Ants, obsahovalo její mezinárodně úspěšný hit „Nothing Compares 2 U“, píseň hudebníka Prince. Singlu pomohlo i kladně přijaté minimalistické video Johna Maybury, zachycující téměř výlučně zpěvaččin obličej. Píseň se stala číslem jedna v mnoha zemích, v Irsku se v létě 1990 udržela na vrcholu 11 týdnů. Ve Spojeném království se singl udržel na vrcholu 4 týdny, v Německu 11 týdnů, singl dobyl vrchol hitparády Top 100 v Austrálii i Hot 100 chart v USA. Sinéad O'Connor získala několik nominací na cenu Grammy včetně kategorií Record of the Year a Best Female Pop Vocal Performance. Vyhrála v kategorii Best Alternative Music Performance, ale udílení cen bojkotovala.
Ještě před vydáním alba I Do Not Want What I Haven't Got vyšel singl „Jump in the River“, tato skladba se původně objevila na soundtracku k filmu Manželství s mafií (Married to the Mob), dvanáctipalcový singl obsahoval také remix na který přispěla i performerka Karen Finley. O remix další skladby „The Emperor's New Clothes“ se postaral Hank Shocklee z Public Enemy, pro dvanáctipalcovou verzi singlu byla píseň doplněna o „I Am Stretched On Your Grave“.
Sinéad O'Connor si zahrála v nezávislém irském filmu Hush-a-Bye Baby, debutu režisérky Margo Harkin.
V roce 1990 se připojila spolu s dalšími hudebníky k bývalému členu skupiny Pink Floyd Rogeru Watersovi při berlínském vystoupení osm měsíců po pádu Berlínské zdi. (Roku 1996, hostovala na sólovém albu Broken China dalšího člena Pink Floyd – Richarda Wrighta) V roce 1991 bylo její podání skladby „Sacrifice“ Eltona Johna uznáváno jako jedna z nejlepších písní na tributu Two Rooms: Celebrating the Songs of Elton John & Bernie Taupin.
V roce 1990 ještě přispěla cover verzí skladby „You Do Something to Me“ na Red Hot + Blue, hudební tribut Coleu Porterovi, výtěžek z prodeje alba byl věnován na boj proti AIDS. V roce 1992 následovala deska Am I Not Your Girl?, sestávající z tradičních a sentimentálních písní. Komerčně nebyla deska úspěšná. Téhož roku doprovodila svým hlasem Petera Gabriela ve dvou z jeho skladeb („Come Talk to Me“ a „Blood of Eden“) na albu Us.
Devět let trávila svůj čas střídavě v Londýně a Los Angeles, v roce 1992 se ale vrátila do rodného Dublinu, aby žila nedaleko sestry a více se věnovala výchově syna Jakea, kterému tehdy bylo šest let. Několik měsíců strávila studiem zpěvu belcanto s Frankem Merrimanem z Parnell School of Music.
Soundtrack k filmu Ve jménu otce (In the Name of the Father, 1993) obsahoval skladbu „You Made Me the Thief of Your Heart“, na níž se významně podílel i Bono, frontman skupiny U2.
Konvenčnější album Universal Mother (1994) popularity předešlých nahrávek nedosáhlo. V roce 1995 koncertovala s Lollapalooza, ale přestala, když otěhotněla, v rozpisu některých vystoupení ji nahradili Elastica, na jiných Superchunk. Další nahrávkou bylo EP Gospel Oak (1997), ale ani to nebylo tak úspěšné jako první alba.
V roce 1994 vystoupila na koncertě A Celebration: The Music of Pete Townshend and The Who, známém též jako Daltrey Sings Townshend. Tento koncert odehrávající se dvě noci v Carnegie Hall byl oslavou padesátých narozenin Rogera Daltreye z The Who, záznam vyšel jako CD a VHS, později i jako DVD.
V roce 1997 se objevila ve filmu Neila Jordana Malý řezník (The Butcher Boy), ve kterém ztvárnila Pannu Marii.

### Od roku 2000
Album Faith and Courage vyšlo v roce 2000, obsahovalo singl „No Man's Woman“. Na albu spolupracovali Wyclef Jean a Dave Stewart z Eurythmics. Při vydání alba se přiznala k homosexualitě, kterou ale později popřela.
Na albu z roku 2002 Sean-Nós Nua se nové podoby dočkaly tradiční irské lidové písně.
V roce 2003 přispěla na album Just Because I'm a Woman, které vzniklo jako pocta Dolly Parton, předělávkou „Dagger Through the Heart“. Tentýž rok vydala dvojalbum She Who Dwells in the Secret Place of the Most High Shall Abide Under the Shadow of the Almighty. Na prvním disku alba byl obsažen dříve nevydaný materiál a demonahrávky dřívějších skladeb, na druhém pak záznam živého vystoupení. Po vydání alba zpěvačka oznámila odchod z hudebního průmyslu. V roce 2005 vyšlo album Collaborations, kompilace písní, které dříve nahrála jako hostující hudebník s Peterem Gabrielem, Massive Attack, Jahem Wobblem, Terrym Hallem, Mobym, Bomb The Bass, Edgem, U2 a The The. Početná řada spoluprací s jinými hudebníky se na album nedostala.
Po krátké době neaktivity korigovala své vyjádření o odchodu z hudební branže a vyjádřila své plány věnovat se alternativnějším žánrům. Na konci roku pak vydala album Throw Down Your Arms ve stylu reggae, setkalo se s příznivým přijetím. Na albu je patrný vliv rastafariánství, se kterým se zpěvačka setkala při svém pobytu na Jamaice v roce 2004. Singl „Throw Down Your Arms“ zahrála v The Late Late Show, kde kritizovala válku v Iráku a využívaní irského letiště Shannon Airport americkou armádou k vojenským účelům.
Dne 8. listopadu 2006 zahrála sedm skladeb z nadcházejícího alba Theology v dublinském The Sugar Club. Nahrávka z tohoto vystoupení pak vyšla v roce 2008 na Live in The Sugar Club CD/DVD, prodávaném pouze přes webové stránky.
Album Theology vyšlo v červnu 2007. Předcházel mu singl „I Don't Know How to Love Him“ původně z muzikálu Jesus Christ Superstar autorské dvojice Rice/Webber. Album bylo podpořeno koncerty v Evropě i Severní Americe. Dvě skladby („If You Had a Vineyard“ a „Jeremiah (Something Beautiful)“) uvolnila zpěvačka ke stažení z oficiálních stránek. Objevila se také na albu Iana Browna The World Is Yours, kde zazpívala ve dvou písních včetně protiválečného singlu „Illegal Attacks“.
I Do Not Want What I Haven't Got vyšlo znovu v roce 2009, album doprovázel bonusový disk obsahující B-strany a dříve nevydaný materiál.
V lednu 2010 nazpívala duet „This Is to Mother You“ s R&B zpěvačkou Mary J. Blige produkovaný bývalým členem A Tribe Called Quest Alim Shaheedem Muhammadem. Výtěžek byl věnován organizaci GEMS (Girls Educational and Mentoring Services.)
O'Connor oznámila, že spolu s Marcem Pirronim spolupracují na vydání nového alba, které popsala jako elektronické, založené na kytarách, s písněmi o lásce. Odkládané album How About I Be Me (And You Be You)? vyšlo v březnu 2012, prvním singlem se stala skladba „The Wolf is Getting Married“. Po řadě vlažně přijímaných nahrávek bylo album hodnoceno jako návrat k úspěšné tvorbě z přelomu 80. a 90. let.

### Sinéad O'Connor v Česku
Sinéad O'Connor v České republice poprvé samostatně vystoupila 19. 6. 1995 ve Sportovní hale v Praze, druhý koncert se uskutečnil hned další den tamtéž. O dva roky později vystoupila na festivalu JAM, po devíti letech měla vystoupit na festivalu Music In The Park v pražské Stromovce, ale vystoupení ze zdravotních důvodů zrušila. Vystoupila až na sedmém ročníku Colours of Ostrava (2008), kde představila průřez svojí tvorbou. Další samostatný koncert v Česku odehrála na zámku Sychrov v roce 2010. V zámeckém parku jí předskakoval Petr Kolář, zahrála pro 3000 lidí akustické verze svých písní.

## Kontroverze

### Roztržení fotografie Jana Pavla II.
3. listopadu 1992 veřejně roztrhla fotografii papeže Jana Pavla II. Protestovala tím zejména proti pohlavnímu zneužívání dětí představiteli církve a zakrývání této zkušenosti jejími vyššími představiteli.

### Vystoupení v Garden State Arts Center
24. srpna 1990 Garden State Arts Center odmítla vystoupit na pódium, poté co zazněla americká hymna.

### Kněžské svěcení
Na konci devadesátých let přijala po šesti měsících studia teologie kněžské svěcení od Michaela Coxe, biskupa Ortodoxní katolické a apoštolské církve (nezávislé katolické skupiny).

### Udání Shanea MacGowana
Hudebníka Shanea MacGowana udala na policii za držení drog.

## Osobní život
Byla čtyřikrát vdaná, poprvé za Johna Reynoldse, se kterým má jednoho syna, podruhé za novináře Nicholase Sommerlada. V roce 2010 si vzala Stevea Cooneyho, člena své doprovodné kapely. 8. prosince 2011 si v Las Vegas vzala Barryho Herridge a po 16 dnech se s ním rozešla. Dne 16. května 2016 média oznámila, že Chicagská policie vyhlásila pátraní po Sinéad O'Connor. Ve stejný den byla policisty nalezena „v bezpečí a pořádku“. V říjnu 2018 oznámila, že konvertovala k islámu a přijala jméno Shuhada Sadaqat. Už v roce 2017 si změnila jméno na „Magda Davitt“, prý aby se zbavila rodinných prokletí.

## Diskografie
- The Lion and The Cobra, 1987
- I Do Not Want What I Haven't Got, 1990
- Am I Not Your Girl?, 1992
- Universal Mother, 1994
- Gospel Oak, 1997
- So Far…The Best Of Sinéad O'Connor, 1997
- Faith and Courage, 2000
- Sean-Nós Nua, 2002
- She Who Dwells in the Secret Place of the Most High Shall Abide Under the Shadow of the Almighty, 2003
- Collaborations, 2005
- Throw Down Your Arms, 2005
- Theology, 2007
- How About I Be Me (And You Be You)?, 2012
- I'm Not Bossy, I'm The Boss, 2014